# Fußball-Europameisterschaft der Frauen 2022/Russland
Dieser Artikel behandelt die russische Nationalmannschaft in der Qualifikation zur EM 2022 in England. Die Russinnen qualifizierten sich zum sechsten Mal für die Endrunde, benötigten dazu die meisten Qualifikationsspiele, wurden aber am 28. Februar 2022 aufgrund des Überfalls auf die Ukraine von der UEFA von allen Wettbewerben ausgeschlossen. Am 8. März legte der russische Verband dagegen Beschwerde beim CAS ein.  Am 18. März wurde die Beschwerde abgewiesen. Am 30. März zog der russische Verband seine Beschwerde zurück. Am 2. Mai erklärte die UEFA, dass Portugal aufgrund des russischen Überfalls auf die Ukraine den Platz der russischen Mannschaft bei der EM-Endrunde erhält. Portugal war in den Play-offs an Russland gescheitert.

## Qualifikation
Die Russinnen wurden für die Qualifikation in Gruppe A gelost. Als Gegner wurden zugelost: Titelverteidiger Niederlande, Slowenien, die Türkei und Estland sowie das Kosovo, das erstmals teilnahm und gegen das ebenso wie gegen Estland erstmals gespielt wurde. Aus politischen Gründen, bedingt durch die engen Beziehungen Russlands zu Serbien, wurden die Spiele gegen das Kosovo auf neutralem Platz durchgeführt. Die Russinnen starteten mit einem 1:0-Sieg in Slowenien und einem 4:0-Heimsieg gegen Estland. Es folgte eine 0:2-Niederlage gegen die Niederländerinnen. Im März wurde dann das aus Sicherheitsgründen nach Wiesbaden verschobene Spiel gegen das Kosovo mit 5:0 gewonnen. Dann bremste die COVID-19-Pandemie die Qualifikation, so dass die für den April terminierten Spiele in den Oktober 2020 verschoben und ohne Zuschauer ausgetragen wurden. Im ersten Spiel nach der Pause wurde in Moskau auch das zweite Spiel gegen die Niederländerinnen verloren. Mit fünf Siegen in den folgenden Spielen, bei denen nur gegen die Türkinnen Gegentore kassiert wurden, konnte aber der zweite Platz gesichert werden. Die Russinnen waren aber nur sechstbester Gruppenzweiter und da nur die drei besten Gruppenzweiten direkt für die EM-Endrunde qualifiziert waren, mussten sie den Umweg über die Play-offs gehen. Im Dezember 2020 löste Juri Krasnoschan Jelena Fomina als Nationaltrainer ab, da der russische Verband es nicht für vereinbar hielt, dass sie zudem Lokomotive Moskau trainierte. Für die Play-offs wurden ihnen die Portugiesinnen zugelost. Das erste Spiel am 9. April 2021 konnten die Russinnen in Lissabon mit 1:0 gewinnen, so dass ihnen ein torloses Remis im Rückspiel reichte, um die Endrunde zu erreichen.
Insgesamt wurden 29 Spielerinnen in der Qualifikation eingesetzt, davon machten Anna Belomytzewa, Marina Fjodorowa, Nelli Korowkina und Kapitänin Anna Koschnikowa alle 12 Spiele mit. Einmal fehlte Alsu Abdullina. Auf der Torhüterposition bestritt Tatjana Schtscherbak neun und Wiktorija Nossenko ein Spiel in der Gruppenphase. In den Play-offs stand dann Elwira Todua im Tor, die unter Fomina nur selten zum Einsatz gekommen war. Ihre ersten Spiele in der Qualifikation bestritten Elina Samoylova, die ab dem dritten Spiel zur Stammformation gehörte, Kristina Maschkowa, die auch im dritten Spiel ihren ersten Einsatz hatte und danach nur einmal nicht eingesetzt wurde, Wiktorija Koslowa, die im zweiten Spiel ihren ersten Einsatz hatte und insgesamt sieben Spiele bestritt, Nadeschda Iljinow im zweiten Spiel gegen das Kosovo, Kristina Choroschewa in den beiden letzten Gruppenspielen, Tatiana Morina im letzten Gruppenspiel gegen die Türkei.
Beste Torschützinnen waren Nelli Korowkina mit sieben und Marina Fjodorowa mit fünf Toren. Insgesamt trafen neun Russinnen in der Qualifikation. Ihr erstes Länderspieltor erzielten Alsu Abdullina, Alina Mjagkowa und Darja Jakowlewa in der Qualifikation.
| Pl. | Land        | Sp. | S  | U | N | Tore    | Diff. | Punkte |
| --- | ----------- | --- | -- | - | - | ------- | ----- | ------ |
| 1.  | Niederlande | 10  | 10 | 0 | 0 | 048:300 | +45   | 30     |
| 2.  | Russland    | 10  | 8  | 0 | 2 | 023:600 | +17   | 24     |
| 3.  | Slowenien   | 10  | 6  | 0 | 4 | 031:120 | +19   | 18     |
| 4.  | Kosovo      | 10  | 3  | 1 | 6 | 006:290 | −23   | 10     |
| 5.  | Türkei      | 10  | 1  | 2 | 7 | 009:280 | −19   | 05     |
| 6.  | Estland     | 10  | 0  | 1 | 9 | 001:400 | −39   | 01     |

| 30.08.2019                                         | Velenje         | Slowenien   | 1:0 (1:0) | Tschernomyrdina (25.)                                                            |
| 03.09.2019                                         | Moskau          | Estland     | 4:0 (2:0) | Korowkina (10., 56.), Fjodorowa (30.), Alina Mjagkowa 1 (83.)                    |
| 08.10.2019                                         | Eindhoven       | Niederlande | 0:2 (0:1) |                                                                                  |
| 06.03.2020                                         | Wiesbaden (DEU) | Kosovo      | 5:0 (2:0) | Fjolla Shala (1./Eigentor), Korowkina (33.), Smirnowa (47., 53.), Fedorowa (50.) |
| 18.09.2020                                         | Moskau          | Niederlande | 0:1 (0:1) |                                                                                  |
| 22.09.2020                                         | Jūrmala (LVA)   | Estland     | 3:0 (1:0) | Yakovleva 1 (22.), Mashina (75.), Korowkina (90.+3)                              |
| 23.10.2020                                         | Moskau          | Slowenien   | 1:0 (0:0) | Korowkina (74.)                                                                  |
| 27.10.2020                                         | Moskau          | Türkei      | 4:2 (2:0) | Korowkina (13.), Tschernomyrdina (22., 46.), Mashina (50.)                       |
| 27.11.2020                                         | Manavgat (TUR)  | Kosovo      | 3:0 (3:0) | Fjodorowa (6., 12.) Abdullina 1 (9.)                                             |
| 01.12.2020                                         | Manavgat        | Türkei      | 2:1 (2:0) | Belomytzewa (29.), Fjodorowa (45.+1.)                                            |
| Anmerkungen: 1 Erstes Länderspieltor der Spielerin |                 |             |           |                                                                                  |

### Playoffspiele
|                           | Ergebnis  |          |
| ------------------------- | --------- | -------- |
| 9. April 2021 in Lissabon |           |          |
| Portugal                  | 0:1 (0:0) | Russland |
| 13. April 2021 in Moskau  |           |          |
| Russland                  | 0:0       | Portugal |
| Gesamt:                   |           |          |
| Russland                  | 1:0       | Portugal |

Torschützinnen:
- 1. Spiel: Nelli Korowkina (51.)

## Endrunde
Bei der Auslosung am 28. Oktober 2021 wurde Russland in die Gruppe mit Titelverteidiger Niederlande, Schweden sowie der Schweiz gelost und hätte alle Spiele in Leigh bestreiten können.